# Bezdomovectví ve Švédsku
Bezdomovectví ve Švédsku postihuje asi 34 000 lidí.
Reakce švédské vlády na bezdomovectví zahrnovala ve druhém desetiletí 21. století zadání národních průzkumů o bezdomovectví, které umožňují přímé srovnání mezi Švédskem, Dánskem a Norskem. Tyto tři země mají velmi podobné definice bezdomovectví, s drobnými odchylkami. Někteří výzkumníci tvrdí, že opatření proti bezdomovectví ve Švédsku jsou do značné míry závislá na obecném předpokladu, který ztotožňuje bezdomovectví se závislostí, duševní nemocí a deviací. Na druhou stranu je bezdomovectví mládeže považováno za problém ochrany dětí.

## Bezdomovecké časopisy

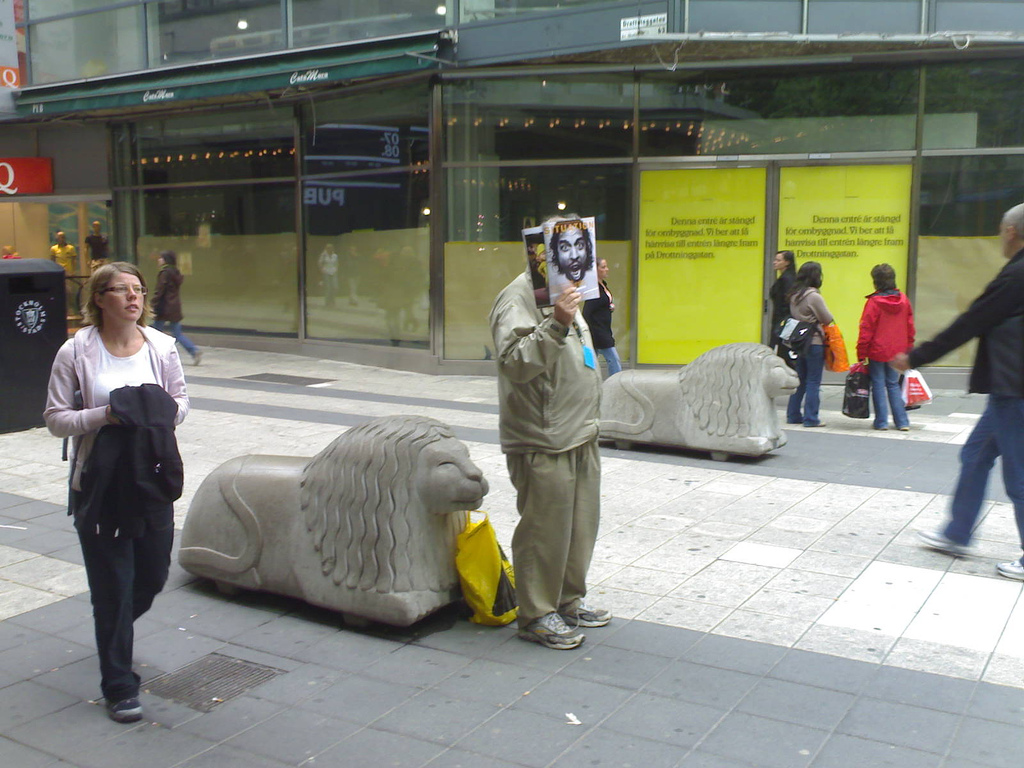
Pouliční prodavač časopisu ve Stockholmu

Ve Švédsku existuje několik bezdomoveckých časopisů. Situation Sthlm byl založen v roce 1995 a byl jediným švédským pouličním deníkem, dokud nebyly na počátku 21. století založeny Faktum a Aluma. V roce 2006 získaly tři bezdomovecké časopisy hlavní cenu Publicistklubben (Swedish Publicists' Association).
V roce 2013 vytvořila švédská technologická společnost software pro prodejce novin bez domova, aby mohli přijímat platby kreditními kartami prostřednictvím mobilní aplikace.

## V umění
V roce 2015 se na výstavě švédského umění v Malmö Konsthall s názvem „The Alien Within: A Living Laboratory of Western Society“ objevili dva bezdomovci z Rumunska. Bezdomovci nepřijímali peníze od návštěvníků, ale byli placeni hodinovou odměnou organizátory akce.

## Zdraví
Vědci zjistili, že nadměrná úmrtnost mezi muži a ženami bez domova ve Stockholmu zcela souvisí se zneužíváním alkoholu a drog. Někteří vědci provedli studie o zdraví ústní dutiny bezdomovců ve Švédsku a zjistili, že mají méně zbývajících zubů než běžná populace.